# Sé (onderprefectuur van São Paulo)
Sé is een van de 31 onderprefecturen van de stad São Paulo in Brazilië. De onderprefectuur omvat acht districten: Bela Vista, Bom Retiro, Cambuci, Consolação, Liberdade, República, Sé, Santa Cecília. Het historische stadscentrum is ook in deze onderprefectuur gelegen.